# 회천초등학교 (경기)
회천초등학교는 대한민국 경기도 양주시에 있는 공립 초등학교이다.

## 학교 연혁
- 2001.06.11 설립인가
- 2002.09.01 회천초등학교 개교, 병설유치원 개교. 초대 도기종 교장 취임. 19학급 편성(유치원 1학급 편성)
- 2003.08.08 5층 증축(10개 교실)
- 2004.03.01 제2대 조용녀 교장 취임
- 2004.05.04 특별교실 (8개 교실) 완공
- 2004.12.12 특별실설치(시청각실, 미술실, 예절실, 음악실)
- 2004.12.20 도서관 개관
- 2005.05.13 민간참여 컴퓨터실 개관(KT)
- 2005.11.02 시지정 독서 시범학교 운영 보고회
- 2006.03.14 예절 체험 학습장 개설 운영
- 2006.10.25 역사관 개관
- 2007.09.01 제3대 박의동 교장 취임
- 2007.11.14 교과중심학교 보고회
- 2008.03.01 영어체험학습실 설치
- 2009.03.01 제4대 길범수 교장 취임
- 2009.10.28 도지정 특별활동 연구학교 보고회
- 2013.03.01 제5대 차태익 교장 취임
- 2014.03.01 일반 29학급, 유치원 1학급, 특수 1학급 편성